# Sudżina
Sudżina – miejscowość i dżamoat w zachodnim Tadżykistanie. Jest położone w dystrykcie Pandżakent w wilajecie sogdyjskim. Dżamoat zamieszkują 10 253 osoby.